# Peyrilles
Peyrilles település Franciaországban, Lot megyében. Lakosainak száma 346 fő (2022. január 1.). Peyrilles Concorès, Dégagnac, Gigouzac, Lavercantière, Montamel, Saint-Germain-du-Bel-Air, Thédirac és Uzech községekkel határos.

## Népesség
A település népességének változása:
| Lakosok száma | 369  | 326  | 340  | 341  | 397  | 386  | 354  | 346  | 344  | 346  |
|               | 1968 | 1982 | 1990 | 2006 | 2013 | 2015 | 2017 | 2019 | 2020 | 2022 |